# ديزج هريك
ديزج هريك هي قرية في مقاطعة خوي، إيران. يقدر عدد سكانها بـ 446 نسمة بحسب إحصاء 2016.